# 404
Cette page concerne l'année 404  du calendrier julien. Pour l'année 404 av. J.-C., voir 404 av. J.-C. Pour le nombre 404, voir 404 (nombre). Pour les autres significations, voir 404 (homonymie).
L'année 404 est une année bissextile qui commence un vendredi.

## Événements
- 1er janvier : sixième consulat d'Honorius, célébré à Rome en même temps que son triomphe sur le roi des Wisigoths Alaric[1]. Dernier combat de gladiateurs connu. Les jeux publics de gladiateurs sont interdits à Rome (date traditionnelle de la mort de Saint Telemachus au Colisée)[2].
- 20 juin : nouvel exil du patriarche Jean Chrysostome, banni de Constantinople sous l'influence de l'impératrice Eudoxie, épouse d'Arcadius. Ses partisans incendient la cathédrale Sainte-Sophie. Le patriarche est rappelé, puis exilé de nouveau[3].
- 26 juin : le concile de Carthage condamne les donatistes qui ont refusé l'invitation à une conférence l'année précédente[4].
- Été : les Isauriens ravagent les environs du Mont Taurus[5].
- 1er octobre : grêle à Constantinople[3].

- La marine de Koguryo vainc une flotte japonaise envoyée pour aider Paekche[6].

## Décès en 404
- 17 juin: Yax Nuun Ahiin I, roi de la cité Maya de Tikal[7].
- 6 octobre : Eudoxie, impératrice d'Orient, épouse de l'empereur Arcadius, des suites d'une fausse couche[3].